# Universal (azienda)
Universal S.p.A. è una società italiana produttrice di articoli di cancelleria, soprattutto per l'ambito scolastico.
Fondata a Settimo Torinese nel 1956 con il nome di Continental s.n.c, dopo aver accorpato numerose società specializzate nell'ambito del terziario ha assunto nel 1964 la denominazione Universal.
Negli anni settanta ha realizzato, tra l'altro, i pennarelli Carioca, oltre alle penne Corvina e Unix, distribuite in tutto il mondo; in quel periodo l'azienda si è affermata come il secondo produttore mondiale di penne a sfera dopo la Bic.
In concomitanza con la fondazione della società in Italia, è stata costituita anche la Universal española, vicino a Barcellona, con impianti dedicati interamente al mercato spagnolo e a supporto del mercato internazionale.
Negli anni 2000 l'azienda si è espansa nell'ambito della produzione di astucci e zaini per la scuola, e in quello della pasta da modellare.